# Årets textilkonstnär
Årets textilkonstnär är ett finländskt pris i textilkonst instiftat 1981. Priset delas ut årligen av föreningen Textilkonstnärerna TEXO. Det är landets mest prestigefyllda pris för textilkonst och delas ut som ett erkännande av professionellt och konstnärligt högkvalitativt arbete.

## Pristagare
- 1981: Helena Halvari
- 1982: Anneli Airikka-Lammi
- 1983: Eva Anttila
- 1984: Irma Kukkasjärvi
- 1985: Kaarina Berglund
- 1986: Kirsti Rantanen
- 1987: Maija Arela
- 1988: Raili och Juhani Konttinen
- 1989: Airi Snellman-Hänninen
- 1990: Laila Leppänen
- 1991: Lea Eskola
- 1992: Ulla-Maija Vikman
- 1993: Sirkka Könönen
- 1994: Maisa Tikkanen
- 1995: Anna-Maija Arras
- 1996: Maija Lavonen och Ulla Pohjola
- 1997: Helena Hyvönen
- 1998: Soili Arha
- 1999: Outi Tuominen-Mäkinen
- 2000: Inka Kivalo
- 2001: Ritva Puotila
- 2002: Maija Pellonpää-Forss
- 2003: Merja Winqvist
- 2004: Agneta Hobin
- 2005: Kaarina Kellomäki
- 2006: Outi Martikainen
- 2007: Niran Baibulat
- 2008: Kristiina Wiherheimo
- 2009: Virpi Vesanen-Laukkanen
- 2010: Aino Kajaniemi
- 2011: Heli Tuori-Luutonen
- 2012: Elina Helenius
- 2013: Maiju Ahlgren
- 2014: Maarit Salolainen
- 2015: Katri Haahti
- 2016: Pirjo Kääriäinen
- 2017: Nina Nisonen
- 2018: Johanna Gullichsen
- 2019: Merja Keskinen
- 2020: Raili Jokinen
- 2021: Erja Hirvi